# Amsterdamse Atletiek Combinatie
Amsterdamse Atletiek Combinatie (AAC) is een atletiek- en hardloopvereniging in Amsterdam Nieuw-West, die is ontstaan uit een fusie tussen AAC (Amsterdamse Atletiek Club) en ADA. In 2014 vierde AAC haar honderdste verjaardag. De vereniging is aangesloten bij de Atletiekunie.
De accommodatie van AAC bevindt zich op het Sportpark Ookmeer aan de Willinklaan.

## Evenementen georganiseerd door AAC
AAC is actief op het gebied van de organisatie van wedstrijden en evenementen. Naast de organisatie van competitiewedstrijden, eenmalige evenementen, Nederlandse Kampioenschappen en het organiseren van wedstrijden voor derden, is AAC ook verantwoordelijk voor een aantal jaarlijks terugkerende evenementen.

##### Nationale C-Spelen
Het officieuze Nederlands Kampioenschap atletiek voor C-junioren. Doorgaans georganiseerd op de laatste zaterdag en zondag van augustus. De wedstrijd dient ook als kwalificatiemoment voor de interlandwedstrijd voor C-junioren tussen Nederland en Noordrijn-Westfalen.

##### Battle of the B's
Nationale wedstrijd voor B-junioren, jaarlijks gehouden tijdens Hemelvaart of het Pinksterweekend.

##### Sloterplasloop
Jaarlijks terugkerend hardloopevenement in Amsterdam Nieuw-West rond de Sloterplas. Hoofdafstand is de 10 kilometer. Daarnaast zijn er een 5 kilometer en een jeugdloop.

## Huidige Nederlandse Records van AAC-ers
| onderdeel               | prestatie | atleet                                                               | plaats                 | datum      | indoor/outdoor | categorie      |
| ----------------------- | --------- | -------------------------------------------------------------------- | ---------------------- | ---------- | -------------- | -------------- |
| 110 meter horden        | 13,15 s   | Robin Korving                                                        | Lausanne (Zwitserland) | 02-07-1999 | outdoor        | Heren Senioren |
| 4 x 400 meter estafette | 3.08,97   | Dave Elderenbosch, Oscar Terol, Eelco Wapstra, Arjen Visserman       | Den Haag               | 10-07-1988 | outdoor        | Heren Senioren |
| kogelslingeren          | 76,41 m   | Denzel Comenentia                                                    | Eugene (VS)            | 06-06-2018 | outdoor        | Heren Senioren |
| 50 meter horden         | 6,63 s    | Marcel van der Westen                                                | Zuidbroek              | 25-01-2003 | indoor         | Heren Senioren |
| 60 meter horden         | 7,52 s    | Gregory Sedoc                                                        | Stuttgart (GER)        | 07-02-2009 | indoor         | Heren Senioren |
| verspringen             | 8,23 m    | Emiel Mellaard                                                       | Den Haag               | 05-02-1989 | indoor         | Heren Senioren |
| 800 meter               | 1.55,54   | Ellen van Langen                                                     | Barcelona (Spanje)     | 03-08-1992 | outdoor        | Dames Senioren |
| 1000 meter              | 2.35,21   | Ellen van Langen                                                     | Sheffield (Engeland)   | 29-08-1993 | outdoor        | Dames Senioren |
| 4 x 800 meter estafette | 8.45,20   | Margriet de Graaf, Desirée de Leeuw, Maike Persoons, Olga Commandeur | Roosendaal             | 16-09-1984 | outdoor        | Dames Senioren |
| 1000 meter              | 2.39,65   | Ellen van Langen                                                     | Sindelfingen (GER)     | 21-01-1990 | indoor         | Dames Senioren |
| verspringen             | 6,63 m    | Edine van Heezik                                                     | Liëvin (FRA)           | 21-02-1987 | indoor         | Dames Senioren |

## Bekende leden en oud-leden

##### Mannen
- Chris Berger
- Tjeerd Boersma
- Sjabbe Bouman
- Jan Brasser
- Denzel Comenentia
- Charles van Commenée
- Troy Douglas
- Dave Elderenbosch
- Wim Esajas
- René Godlieb
- Wim Hennings
- Geert Jansen
- Harry Janssen
- Miguel Janssen
- Hans Koeleman
- Achmed de Kom
- Robin Korving
- Marius Kranendonk
- Niels Kruller
- Emiel Mellaard
- Sammy Monsels
- Frank Nusse
- Joop Overdijk
- Gregory Sedoc
- Jermaine Sedoc
- Randy Sedoc
- Roy Sedoc
- Guido van der Sluis
- Wim Slijkhuis
- Virgil Spier
- Enno Tjepkema
- Ed Trumpet
- Henk Visser
- Arjen Visserman
- Chiel Warners
- Marcel van der Westen
- Paul Wijnbergen

##### Vrouwen
- Mami Awuah Asante
- Sylvia Barlag
- Fanny Blankers-Koen
- Kitty ter Braake
- Olga Commandeur
- Agaath Doorgeest
- Yvonne Hak
- Edine van Heezik
- Monique Jansen
- Esmé Kamphuis
- Jolanda Keizer
- Ellen van Langen
- Yvonne van Langen-Wisse
- Bep du Mée
- Marije te Raa
- Urta Rozenstruik
- Karin Ruckstuhl
- Mien Schopman-Klaver
- Christine Toonstra
- Lieja Tunks-Koeman
- Greet Versterre
- Anouk Vetter
- Ali de Vries